# Naami
Pour les articles homonymes, voir Bebe (homonymie).
Le naami (ou bebe, yi be wu) est une langue béboïde parlée dans la Région du Nord-Ouest au Cameroun, le département du Donga-Mantung, l'arrondissement de Misaje, à l'ouest de Nkambé, au nord de la Ring Road, dans les villages de Bebe Jama et Bebe Jato. Elle est proche du kemedzung.
3 550 locuteurs ont été dénombrés en 2008.

## Écriture
| Majuscules | A | B  | Ch | D | E | Ɛ  | Ə | F | G | Gb | H  | Hl | I | Ɨ | J |
| Minuscules | a | b  | ch | d | e | ɛ  | ə | f | g | gb | h  | hl | i | ɨ | j |
| Majuscules | K | Kp | L  | M | N | Ny | Ŋ | O | Ɔ | P  | Sh | T  | U | W | Y |
| Minuscules | k | kp | l  | m | n | ny | ŋ | o | ɔ | p  | sh | t  | u | w | y |

Les tons ne sont pas indiqués dans l’orthographe, excepté le ton haut avec l’accent aigu sur la première syllabe de noms de la classe 10.